# Júnior Firpo
Pour les articles homonymes, voir Firpo.
Héctor Júnior Firpo Adamés, dit Júnior Firpo, né le 22 août 1996 à Saint-Domingue en République dominicaine, est un footballeur international dominicain qui évolue au poste de latéral gauche au Real Betis.
Possédant également la nationalité espagnole, il remporte le Championnat d'Europe 2019 avec l'équipe d'Espagne espoirs.

## Biographie

### Jeunesse et formation
Né à Saint-Domingue, capitale de la République dominicaine, il déménage à l'âge de six ans à Benalmádena, dans la province de Malaga, en Espagne. De 2011 à 2014, il évolue dans trois clubs différents de banlieue malaguène, en catégorie junior, avant de rejoindre le secteur des jeunes du Real Betis.

### Carrière en club

#### Parcours amateur
Júnior Firpo dispute son premier match avec le Real Betis B le 15 février 2015, face au Grenade CF B, en championnat espagnol D3. Étant titulaire, il est remplacé à la 82e minute de jeu par Juanma García (match nul 1-1 à Séville).
Le 17 avril 2016, il marque son premier but avec la réserve, face à l'Algeciras CF, à la 78e minute de jeu, permettant à son équipe de mener 3-0 lors de cette rencontre de Segunda División (victoire 4-0 au Nouveau Stade Mirador).
Il est convoqué, à l'été 2017, pour disputer une série de matchs amicaux avec la première équipe du Real Betis. Cet été 2017 a été aussi marqué par son renouvellement de contrat avec le Betis jusqu'en 2021 et une blessure survenue au cours du mois d'août, retardant son intégration dans l'équipe première.

#### Real Betis
Il joue son premier match avec le Real Betis le 12 février 2018, face au Deportivo La Corogne, en Liga 2017-2018. Commençant le match en tant que titulaire, les Sévillans remporte cette rencontre 1-0 au Stade de Riazor. Júnior Firpo devient, lors de match, le premier joueur à être né en République dominicaine à jouer un match de championnat espagnol D1. Il marque son premier but avec le Betis le 17 mars 2018, face au RCD Espanyol, étant le premier buteur du match en signant son but à la 34e minute de jeu (victoire 3-0 au Stade Benito-Villamarín). Un de ses moments les plus marquants en 2017-2018 a été le but de la victoire survenue à la 94e minute de jeu lors d'une rencontre décisive gagnée 1-0 en championnat face à l'UD Las Palmas, qualifiant ainsi les siens pour la Ligue Europa 2018-2019.
Le 19 août 2018, il prolonge son contrat avec le Real Betis Balompié jusqu'en 2023, assorti d'une clause libératoire à 60M €.

#### FC Barcelone
Le 4 août 2019, il signe un contrat de cinq ans au FC Barcelone pour un transfert s'élevant à 18 millions d'euros. Sa clause de départ est fixée à 200 millions d'euros. Il rejoint l'effectif catalan le jour du fameux trophée Joan Gamper, du nom du fondateur du club blaugrana. Júnior Firpo fait office de doublure du latéral gauche espagnol Jordi Alba à partir de la saison 2019-2020. 
Du fait de la blessure de ce dernier lors du match contre Dortmund en Ligue des Champions, il est lancé avec l'équipe première par Ernesto Valverde.
Le 28 septembre, lors de la 7ème journée contre Getafe, il inscrit son premier but sous les couleurs barcelonaise en récupérant un ballon relâché par le gardien à la suite d'un tir de Carles Pérez.

#### Leeds United
En manque de temps de jeu au FC Barcelone, il signe un contrat de 4 ans contre 18 millions d'euros ainsi qu'une commission de 20 % en cas de revente du joueur.

#### Retour au Betis
Après une belle saison 2024-2025 où il participe à la remontée de Leeds en Premier League, Firpo, libre de tout contrat, retourne au Betis le 17 juillet 2025. Il signe un contrat de 3 ans avec le club sévillan qui l'avait révélé 7 ans plus tôt.

### Carrière en sélection
Le 9 octobre 2015, il joue un match amical avec l'équipe de République dominicaine face à l'équipe du Brésil olympique. Commençant le match sur le banc, il entre en jeu à la mi-temps en remplaçant Mariano Díaz (défaite 6-0 à l'Arena da Amazônia).
Ayant la double nationalité dominicaine-espagnole, il est convoqué avec les espoirs espagnols pour disputer deux rencontres des éliminatoires du championnat d'Europe espoirs 2019. Lors de ces deux matchs, il en dispute un seul: face à l'Albanie.
Avec l'Espagne espoirs, il remporte le Championnat d'Europe en 2019.

## Statistiques
| Saison                | Club                  | Championnat           | Championnat | Championnat | Championnat | Coupe nationale | Coupe nationale | Coupe nationale | Coupe de la Ligue | Coupe de la Ligue | Coupe de la Ligue | Supercoupe | Supercoupe | Supercoupe | Compétition(s) continentale(s) | Compétition(s) continentale(s) | Compétition(s) continentale(s) | Compétition(s) continentale(s) | Total | Total | Total |
| Saison                | Club                  | Division              | M.          | B.          | P.d.        | M.              | B.              | P.d.            | M.                | B.                | P.d.              | M.         | B.         | P.d.       | Comp.                          | M.                             | B.                             | P.d.                           | M.    | B.    | P.d.  |
| 2017-2018             | Real Betis            | Liga                  | 14          | 2           | 2           | -               | -               | -               | -                 | -                 | -                 | -          | -          | -          | -                              | -                              | -                              | -                              | 14    | 2     | 2     |
| 2018-2019             | Real Betis            | Liga                  | 24          | 3           | 4           | 1               | 0               | 0               | -                 | -                 | -                 | -          | -          | -          | C3                             | 4                              | 0                              | 1                              | 29    | 3     | 5     |
| Sous-total            | Sous-total            | Sous-total            | 38          | 5           | 6           | 1               | 0               | 0               | -                 | -                 | -                 | 0          | 0          | 0          | -                              | 4                              | 0                              | 1                              | 43    | 5     | 7     |
| 2019-2020             | FC Barcelone          | Liga                  | 17          | 1           | 2           | 2               | 0               | 0               | -                 | -                 | -                 | -          | -          | -          | C1                             | 4                              | 0                              | 0                              | 23    | 1     | 2     |
| 2020-2021             | FC Barcelone          | Liga                  | 6           | 1           | 0           | 1               | 0               | 0               | -                 | -                 | -                 | -          | -          | -          | C1                             | 6                              | 0                              | 0                              | 13    | 1     | 0     |
| Sous-total            | Sous-total            | Sous-total            | 23          | 2           | 2           | 3               | 0               | 0               | -                 | -                 | -                 | 0          | 0          | 0          | -                              | 10                             | 0                              | 0                              | 36    | 2     | 2     |
| 2021-2022             | Leeds United          | Premier League        | 24          | 0           | 2           | 1               | 0               | 0               | 2                 | 0                 | 0                 | -          | -          | -          | -                              | -                              | -                              | -                              | 27    | 0     | 2     |
| 2022-2023             | Leeds United          | Premier League        | 19          | 1           | 1           | 4               | 1               | 1               | 1                 | 0                 | 0                 | -          | -          | -          | -                              | -                              | -                              | -                              | 24    | 2     | 2     |
| 2023-2024             | Leeds United          | Championship          | 29          | 0           | 8           | 4               | 0               | 0               | 4                 | 0                 | 0                 | -          | -          | -          | -                              | -                              | -                              | -                              | 37    | 0     | 8     |
| 2024-2025             | Leeds United          | Championship          | 32          | 4           | 10          | 2               | 0               | 0               | 1                 | 0                 | 0                 | -          | -          | -          | -                              | -                              | -                              | -                              | 35    | 4     | 10    |
| Sous-total            | Sous-total            | Sous-total            | 104         | 5           | 21          | 11              | 1               | 1               | 8                 | 0                 | 0                 | 0          | 0          | 0          | -                              | 0                              | 0                              | 0                              | 123   | 6     | 22    |
| Total sur la carrière | Total sur la carrière | Total sur la carrière | 165         | 12          | 29          | 15              | 1               | 2               | 3                 | 0                 | 0                 | 0          | 0          | 0          | -                              | 14                             | 0                              | 1                              | 197   | 13    | 32    |

## Palmarès
- Vainqueur du Championnat d'Europe espoirs en 2019 avec l'équipe d'Espagne espoirs.
- Finaliste de la Supercoupe d'Espagne en 2021 avec le FC Barcelone.
- Champion de Championship en 2025 avec Leeds United